# 外山滋比古
外山 滋比古（とやま しげひこ、男、1923年11月3日—2020年7月30日），日本著名的语言学家、评论家、散文家。文学博士。前全日本家庭教育研究会总裁。
英文科科班出身，但其著作对语言学、修辞学、教育学、语义学、新闻学均有涉猎。长年致力于提倡和推广以“语言”为媒介的儿童情操教育。
著有《修辞的残像》、《近代读者论》等，对于文学方面的读者方法论颇有见地，并在《莎士比亚与近代》中展现了其前卫视角。此外，关于日语教育，著有《日语的逻辑》。对俳句亦有研究，发表过《省略文学》，《俳句化》等多篇知名评论。作为国语教科书的编撰者及各类考试的命题人闻名日本。

## 生平
- 1923年－爱知县西尾市生人。曾就学于爱知八中
- 1947年－东京文理科大学（现筑波大学）文学部英文科毕业
- 1951年－《英语青年》总编
- 1956年－东京教育大学副教授
- 1962年－发表《修辞的残像》，获得文学博士学位
- 1968年－御茶水女子大学教授（并兼任过为其5年的该校附属幼儿园园长）
- 1989年－昭和女子大学教授
- 现在－御茶水女子大学名誉教授